# Adolph Hess

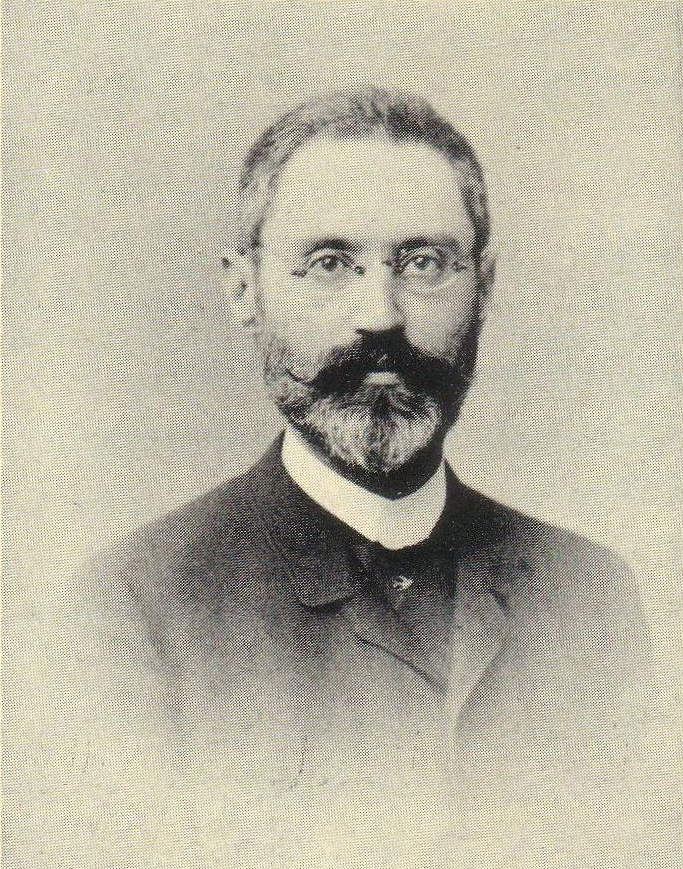
Adolph Hess, um 1900

Adolph Hess (* 1846; † 1912) war ein deutscher Münzhändler.

## Leben
Hess hatte sich im 19. Jahrhundert ein profundes Fachwissen über Kleinkunstwerke erworben, die er auch selbst sammelte, insbesondere Porträts aus der Zeit des frühen Barocks bis in die Epoche des späten Biedermeier.
1870 eröffnete er in Gießen eine Münzhandlung. Am 1. Februar 1871 gab er in Frankfurt am Main das erste seiner münzkundlichen Hefte unter dem Titel Autographierte Numismatische Correspondenz heraus; das erste Blatt fungierte zugleich als Katalog seines eigenen Lagerbestandes.
Am 5. Oktober 1871 siedelte Hess nach Frankfurt am Main über, wo er sein Geschäft anfangs in der Höllgasse 6 am Dom, ab 1873 schließlich in der Bethmannstraße 6 betrieb. Dort veranstaltete er seine erste öffentliche Münzauktion, die bereits mehr als 4000 Lose umfasste. In den 1870er und 1880er Jahren hatte er sich Hess international einen Ruf erworben, durch den ihm „zahlreiche wichtige Sammlungen aus ganz Europa zur Versteigerung anvertraut“ wurden, darunter beispielsweise die Sammlung
- der Fürsten Montenuovo,[1]
- des Kommerzienrates Heinrich Gottlieb Gutekunst; Kunstmedaillen und antike Münzen,[2]
- von Max Donebauer mit Stücken aus Böhmen[2]
- sowie das Münzen- und Medaillen-Cabinet des Justitzraths Reimann in Hannover.[2]

Hesses „Kataloge zu diesen Auktionen gelten noch heute als hervorragende Zitatwerke.“
Nachdem Hess mit seinem Geschäft in die Frankfurter Westendstraße 7 umgezogen war, veräußerte er 1894 sein Unternehmen an den Kaufmann Louis Hamburger und dessen späteren Schwiegersohn James Belmonte, die dann als Adolph Hess Nachfolger firmierten.

## Auktionskataloge der Firma Adolph Hess (Auswahl)
- Catalog einer Thaler- und Medaillen-Sammlung
  - Hauptbankd, Frankfurt am Main: Selbstverlag des Herausgebers, 1878
- Die Siebenbürgischen Münzen des Fürstlich Montenuovo'schen Münzcabinets, beschrieben von A. Hess, Frankfurt am Main: Adolph Hess, 1881; Google-Books
- Catalog von Kunst- und Portraitmedaillen, Plaquettes et cetera. Italienische, deutsche und andere Arbeiten des XV.–XVIII. Jahrhunderts, aus dem Besitze eines Kunstsammlers, Frankfurt am Main, Hess, 1881
- Collectio Montenuovo
  - Band 2: Kreuzfahrer-Münzen des fürstlich Montenuovo'schen Münzcabinets. Thaler-Sammlung des Herrn Engelbert Secker, Hamburg, enthaltend: eine der reichhaltigsten Suiten moderner Münzen, darunter die grössten Seltenheiten. Die öffentliche Versteigerung findet statt ... unter Leitung des Experten Adolph Hess, Westendstrasse 7, Frankfurt am Main, Frankfurt a. Main: Adolph Hess, 1886; Digitalisat der Staats- und Universitätsbibliothek Hamburg
- Münzen- und Medaillen-Cabinet des Justitzraths Reimmann in Hannover, 2. revidierte Auflage 2, mit 6 Tafeln und Abbildungen, Band 2, Frankfurt a. M.: Hess, 1891